# Кайл, Джек
Джон Уилсон Кайл (англ. John Wilson Kyle), более известный как Джек Кайл (англ. Jack Kyle; 10 февраля 1926, Белфаст — 28 ноября 2014, Брайансфорд) — ирландский регбист, в 40-х и 50-х годах выступавший за сборную Ирландии, «Британских и ирландских львов», «Барбарианс», а также любительские клубы на позиции флай-хава. Офицер Ордена Британской империи с 1959 года, включён в Зал славы World Rugby. Лучший ирландский регбист всех времён по версии Ирландского регбийного союза. После завершения карьеры регбиста работал врачом в Индонезии и Замбии.

## Регбийная карьера

### Сборная Ирландии
Впервые Джек Кайл сыграл за сборную Ирландии когда ему было 19 лет в неофициальном матче против команды Британской армии в 1945 году. Официально дебютировал 25 января 1947 года в матче Кубка пяти наций против сборной Франции, который закончился поражением 8:12. Известность к регбисту пришла год спустя, когда он стал одним из лучших регбистов сборной и помог «зелёным» выиграть первый в своей истории большой шлем. В последующие годы Кайл выиграл Кубок пяти наций ещё дважды — в 1949 (с Тройной короной) и 1951 годах. В 1953 году в матче с французами Джек в одиночку занёс попытку, после чего Пол Макуини, журналист «Айриш Таймс», изменёнил строки из «Алого Первоцвета», из-за которых регбист получил одно из своих прозвищ:

They seek him here, they seek him there

Those Frenchies seek him everywhere.

That paragon of pace and guile,

That damned elusive Jackie Kyle.

— Пол Макуини, 1953

Всего за сборную Кайл провёл 46 матчей, в которых занёс 7 попыток. В 6 встречах он выводил команду на поле в качестве капитана. Помимо этого, матчи с его участием против сборных Аргентины, Италии и Румынии не были засчитаны как официальные.

### Британские и ирландские львы
В 1950 году Джек был приглашён в состав «Британских и ирландских львов» в их турне по Австралии и Новой Зеландии. Там регбист все 6 тестовых игр этого турне (в общей сложности же провёл 20 матчей), в которых занёс две попытки. Издание New Zealand Rugby Almanac назвало Кайла одним из шести лучших игроков 1950 года.

### Барбарианс
Кайл надевал регбийку «Барбарианс» в 8 встречах с 1948 по 1953 год. В двух матчах — против «Суонси» и «Ист-Мидлендс» выводил команду в качестве капитана, а в матче против «Кардиффа» в 1949 году занёс попытку.

## Вне регби
Параллельно с игрой в регби в 1947—1951 годах Джек Кайл получал медицинское образование в Университете Квинс в Белфасте, после чего стал работать врачом общей практики в одной из больниц города. В 1959 году стал офицером Ордена Британской империи. После завершения карьеры регбиста в 1963 году, уехал в Индонезию, где работал по специальности. В 1966 году переехал в замбийский город Чингола, где на протяжении 34 лет проработал хирургом в местном госпитале. Джек вернулся в Северную Ирландию в 2000 году и получил почётную докторскую степень от своей альма-матер и награду за прижизненные заслуги от Королевской академии медицины в Ирландии.

### Семья
Джек Кайл встретил свою будущую жену, Ширли Андерсон, во время учёбы в университете. Пара развелась во время работы Джека в Замбии. У спортсмена остались двое детей — сын Калеб и дочь Жюстин, которая написала книгу «Разговоры с моим отцом» (англ. Conversations with My Father), посвящённую Джеку Кайлу.